# Bodengesellschaft
Eine Bodengesellschaft ist die Zusammenfassung regional assoziierter Böden auf unterschiedlichem Gruppierungsniveau, je nach Größe des betrachteten Landschaftsraumes und in Abhängigkeit von der Variation der Faktoren der Pedogenese.

## Begriff
Die Bodengesellschaft dient dem Zweck der Darstellung, z. B. auf kleinmaßstäblichen Karten. Der Wortbestandteil Gesellschaft darf nicht mit der Bedeutung der Soziologie, im Wirtschafts- oder Rechtswesen oder in der Umgangssprache verstanden werden, steht hier vielmehr für Gruppe oder Einheit. Wissenschaftssprachlich handelt es sich um eine Aggregation.
Es findet sich eine andere Definition, nach der die Bodengesellschaft eine „typische Kombination von Bodentypen, die in einer (Boden-) Landschaft miteinander verknüpft sind“. Der Ausdruck Bodengesellschaftskarten wird ebenso angewendet, dazu ist die Anwendung der Kriterien auf einen gegebenen Datenbestand möglich (Vergesellschaftung, Adjektiv „vergesellschaftet“).
In der Kartografie ist die sinnvolle Reduktion der Informationen entsprechend dem Kartenmaßstab eine Generalisierung. Die auf einer Karte verwendeten Farben werden normalerweise in einer Legende angegeben.

### Beispiele
Beispiele für Bodengesellschaften in Baden-Württemberg finden sich in etwa in folgenden Bodenzustandsberichten:
- Großraum Stuttgart, Stand: November 1999[5]
- Karlsruhe 1995[6]
- Kehl 1995[7]
- Großraum Mannheim/Heidelberg, Stand: 1998[8]
- Pforzheim 1995 [9]

(Herausgeber: Umweltministerium Baden-Württemberg, 70182 Stuttgart).
Im Umweltinformationssystem UIS aus Baden-Württemberg finden sich weitere Beispiele mit Illustrationen. Die Senatsverwaltung für Stadtentwicklung Berlins hat im Digitalen Umweltatlas Berlin (Ausgabe 1998) einige ausgewählte Bodengesellschaften beschrieben. Es handelt sich um Definitionen, und es werden Kürzel wie „BG 1“ oder „BG 6“ zugewiesen.

### Erläuterung
Eine Bodengesellschaft ist etwa zum Beispiel für Kehl nördlich der Kinzig wie folgt beschrieben: „Lehmig bis tonig-lehmige Auengleye und Braune Auenböden“. Diese werden, gegebenenfalls unter Nutzung von Bodeninformationssystemen, aus traditionellen (pedogenetischen), praktischen oder wissenschaftlichen (bodenkundlichen) Gründen – unter Umständen in Hinblick auf eine gegebene Fragestellung – gemeinsam angesprochen, also zum Beispiel visualisiert, diskutiert oder analysiert, d. h. gemeinsam betrachtet.